# Marcelo Barticciotto
Marcelo Pablo Barticciotto Cicaré (* 1. Januar 1967 in Avellaneda) ist ein ehemaliger argentinischer Fußballspieler und späterer -trainer, der zudem die chilenische Staatsbürgerschaft besitzt. Der Offensivspieler gewann mit dem CSD Colo-Colo die Copa Libertadores 1991.

## Karriere

### Vereinskarriere
Marcelo Barticciotto wurde bei einem Regionalturnier in Saladilla in der Provinz Buenos Aires von Jorge Ghiso entdeckt, der ihn zu den Boca Juniors oder River Plate vermitteln wollte. Ghiso meldete sich allerdings nicht mehr und so spielte Barticciotto bei CA Huracán vor, die ihn schließlich verpflichteten. Sein Profidebüt gab der 1,80 m große offensive Mittelfeldspieler 1986 in der zweitklassigen Primera Nacional B in Argentinien. 1998 kam der Argentinier zum chilenischen Klub CSD Colo-Colo, wo er zum Idol der Fans wurde. 1989 und 1990 gewann Barticciotto mit den Albos jeweils das Double aus Meisterschaft und Copa Chile-Sieg.
1991 errang das Team aus der Hauptstadt Chiles den größten sportlichen Erfolg der Vereinsgeschichte. Neben der Meisterschaft gewann das Team von Mirko Jozić auch die Copa Libertadores 1991. Beim Finalsieg über den paraguayischen Club Olimpia spielte Barticciotto nach dem 0:0 im Hinspiel auch beim 3:0-Rückspielerfolg von Beginn an. Insgesamt steuerte er drei Tore zum Gewinn des Wettbewerbs teil. 1993 unterschrieb Barticciotto einen Vertrag bei Club América in Mexiko, allerdings konnte er nicht an die Leistungen bei Colo-Colo anknüpfen und kehrte schließlich nach Chile zurück, um für Colo-Colos Konkurrent Universidad Católica zu spielen. Bei den Cruzados war seine Zeit schnell vorbei, nachdem Barticciotto das einzige Tor im Spiel beim 1:0-Sieg gegen Colo-Colo erzielte und er später im Interview sagte, dass er das gegen seine alte Liebe nicht hätte schießen wollen. Daraufhin gab es diverse Gegenreaktionen, die letztlich zu seiner Entlassung aus dem Team führten.
1996 kehrte Barticciotto zu Colo-Colo zurück. Er fand zu seiner alten Form zurück und war ein wichtiger Faktor dafür, dass Colo-Colo von 1996 bis 1998 drei Meisterschaften in Folge gewann. Im Jahr 2000 erhielt der in Argentinien geborene Mittelfeldspieler die Staatsbürgerschaft Chiles nach fünf Jahren im Land. In seiner letzten Saison gewann Colo-Colo die Clausura 2002 und Barticciotto seine siebte Meisterschaft, war aber die meiste Zeit der Saison kein fester Bestandteil der Startelf. Am 12. Januar 2003 zog er sich vor mehr als 50.000 Zuschauern im Stadion von Colo-Colo, dem Estadio Monumental David Arellano, vom Profifußball zurück. Bei Karriereende war Barticciotto der Spieler mit den meisten Meistertiteln. Später überholte ihn Luis Mena.

### Trainerkarriere
Marcelo Barticciotto trainierte ab 2007 die Mannschaft von Universidad de Concepción, die kurz vor dem Abstieg stand, und führte sie bis ins Finale der Clausura 2007, wo allerdings sein Ex-Klub CSD Colo-Colo zu stark war. Als Colo-Colo-Trainer Fernando Astengo 2008 zurücktrat, verpflichteten die Albos Barticciotto, der mit dem Klub die Clausura 2008 gewann. Trotz des Erfolgs wurde Barticciotto immer wieder von Fans und Presse kritisiert, so dass er im April 2009 vom Trainerposten zurücktrat. Ab Februar 2010 trainierte Barticciotto Audax Italiano und verließ den Klub im Juli wieder, nachdem sein Vertrag nicht verlängert wurde.

## Erfolge

### Spieler
CSD Colo-Colo
- Chilenischer Meister (7): 1989, 1990, 1991, 1996, 1997-C, 1998, 2002-C
- Chilenischer Pokalsieger: 1989, 1990
- Copa-Libertadores-Sieger: 1991
- Sieger der Recopa Sudamericana: 1992
- Sieger der Copa Interamericana: 1992

Universidad Católica
- Chilenischer Pokalsieger: 1995

### Trainer
CSD Colo-Colo
- Chilenischer Meister: 2008-C

## Sonstiges
Marcelo Barticciotto ist der Vater von Bruno Barticciotto, der ebenfalls Profifußballspieler ist.